# 摩天嶺之戰
摩天嶺之戰是1904年7月10日，日俄战争期间的一场小型陆战，日本帝国方面由黑木為楨指挥11000人对阵俄罗斯帝国费多尔·凯勒指挥的25000人，地点为东北辽东半岛摩天嶺（本溪满族自治县连山关镇），期间凯勒阵亡，日本方面获得胜利。